# Lapidary Point
Lapidary Point är en udde i Antarktis. Den ligger i Sydshetlandsöarna. Argentina, Chile och Storbritannien gör anspråk på området.
Terrängen inåt land är kuperad österut, men åt nordväst är den platt. Havet är nära Lapidary Point söderut. Trakten är glest befolkad. Närmaste befolkade plats är Escudero Station, 1,6 kilometer väster om Lapidary Point. 